# رها آجودانی
رها آجودانی، زن ترنس ،نویسنده و فعال حقوق بشر و همچنین زندانی سیاسی سابق مقیم آلمان است که به دلیل فعالیت های خود علیه حجاب اجباری و جمهوری اسلامی چندین بار در ایران بازداشت و زندانی شد..

## زندگی نامه
زندگی رها آجودانی سال‌ها پیش از نخستین بازداشتش دستخوش حوادث ناخوشایند شده بود.
او که پیشتر در دوران نوجوانی‌اش برای آشکارسازی هویت جنسیتی‌اش با چالش‌های بسیاری روبه‌رو بود، در موقعیتی قرار داشت که اکثریت اطرافیانش درکی از هویت جنسی او نداشتند.
در ۱۲ سالگی، در اردویی که بسیج دانش‌آموزی برگزار کرده بود، یکی از مسئولان اردو که به گفته او از اعضای سپاه پاسداران انقلاب اسلامی بود به او تجاوز کرد. این حادثه، ضربه‌ای عمیق بر روح و روان او وارد کرد و به گفته خودش بخشی از کودکی‌ و نوجوانی اَش را از او گرفت.
خانم آجودانی درباره تاثیر این اتفاق در زندگی‌اش می‌گوید: «من کودکی‌ام و همچنین نوجوانی ام را از دست دادم. اما تصمیم گرفتم که در نقش قربانی باقی نمانم و این آغاز مسیری بود که به زندگی شخصی و سپس اجتماعی‌ام معنا بخشید.»
از نوجوانی تلاش کرد تا هویت جنسیتی‌اش را به اطرافیان بفهماند، از تغییر مدل مو و پوشش تا آرایش کردن. مسیری که چندان راحت نبود، خانواده و مدرسه با این هویت کنار نمی‌آمدند، البته خانواده بالاخره هویت جنسیتی او را پذیرفت. اما مدرسه امکان ادامه تحصیل به شکل حضوری را از او سلب کرد.

## فعالیت هنری
رها آجودانی پس از اخراج از مدرسه فعالیت در هنرهای نمایشی را آغاز کرد. او درباره این دوره می‌گوید: «این دوران، اگرچه کوتاه بود، اما فرصتی برای نفس کشیدن به شمار می‌رفت. راهی برای آزاد شدن از قفس جامعه و حکومت، اما حتی در اینجا هم سانسور همه‌چیز را محدود می‌کرد.»

## بازداشت‌ها
رها آجودانی، نخستین بار در چهارم آبان ۱۴۰۱ و در اوج خیزش زن، زندگی، آزادی ، توسط مأموران امنیتی وزارت اطلاعات به گفته خود او با شیوه ای مصداق فریب و در تبانی دوست پسر سابق خود در تهران بازداشت شد. 
او برای بار دوم، روز ۲۶ آذر ۱۴۰۱ توسط نیروهای امنیتی اطلاعات سپاه  در منزل خود بازداشت و به مدت ۳۱ روز در سلول انفرادی زندانی شد. 
بازداشت دوم او در سطح جهانی خبرساز و واکنش برانگیز شد و چندین دولت و پارلمان اروپایی به بازداشت او واکنش نشان دادند. نیروهای اطلاعات سپاه هنگام بازداشت وی اقدام به تفتیش منزل وی کرده و برخی از وسایل شخصی از جمله تلفن همراه و لپ‌تاپ وی را ضبط کرده و با خود بردند. امیرحسین آجودانی، برادر او با انتشار یک ویدیو از بازداشت خواهرش خبر داد.
آجودانی توسط دادگاه انقلاب تهران به جزای نقدی بدل از حبس تعزیری و منع خروج از کشور محکوم شد. این شهروند ترنس پیش‌تر از بابت اتهام هایی چون توهین به مقدسات، برهم زدن امنیت ملی و اتهاماتی از این قبیل بازداشت شده بود.
نماینده پارلمان اروپا و کفیل سیاسی او، برحمایت قاطع از این معترض کوییر تاکید کرد.

## آزار جنسی توسط مامورانوزارت اطلاعات
رها آجودانی در اولین مصاحبه تلویزیونی خود با بی‌بی‌سی اولین بازداشت خود را به عنوان «آدم‌ربایی» و نه بازداشت یاد می‌کند، آن شب را اینطور شرح می‌دهد: «در اتاقی بودم که شخصی از نیروهای امنیتی وزارت اطلاعات به من نزدیک شد به اندازه‌ای که صدای نفس‌هایش را می‌شنیدم. در حالی که بدن من را به قصد تعرض جنسی لمس می‌کرد به من گفت: مگر با همین هدف سر قرار نیامدی؟ دوست داشتی که ایلیا [معشوق رها آجودانی] با تو این کار را بکند؟ [حالا] ما تو را به آرزویت می‌رسانیم.»

## تبانی دوست پسر رها آجودانی با وزارت اطلاعات در بازداشت او
رها آجودانی در اولین مصاحبه تلویزیونی خود با بی‌بی‌سی فارسی ماجرای اولین بازداشت خود را اینگونه شرح داد «زمانی که ایلیا به آدرسی که برایم فرستاده بود در خیابان برادران مظفر شمالی رسیدم، با من تماس گرفت و گفت دستت را بالا بیاور تا از دور ببینمت. دستم بالا بود که پرسید آیا لباس مشکی پوشیده‌ام؟ هنوز دستم بالا بود که چند نفر مرا در لحظاتی که سرشار از شور و شوق دیدار مرد جوانی که عاشقانه او را دوست داشتم بودم به طرز خشونت آمیزی بازداشت کردند. تازه فهمیدم که کسی که با او در ارتباط عاشقانه بودم با نیروهای امنیتی وزارت اطلاعات همکاری کرده بود و من سر از خانه امن(دفتر پی‌گیری وزارت اطلاعات) در آوردم.»
رها آجودانی بی‌خبر از آنکه نیروهای امنیتی در کمین او هستند به خیابان برادران مظفر شمالی، در نزدیکی چهارراه ولی‌عصر، رفت. او برای دیدار با کسی که تصور می‌کرد شریک عاطفی‌اش است، در این قرار حاضر شد، اما ناگهان به طرز خشونت‌آمیزی دستگیر شد.
به گفته خانم آجودانی هیچ‌وقت تصور نمی‌کرد که قرار عاشقانه‌اش تبدیل به یک تراژدی شوم شود و سر از «دفتر پیگیری وزارت اطلاعات» در آورد.
رها آجودانی در مصاحبه ای تلویزیونی با ایران اینترنشنال گفت این احتمال که او تحت فشار یا خودخواسته با وزارت اطلاعات همکاری کرده باشد، از هر سناریوی دیگری محتمل‌تر است. ۱۱ ۱۲

## حمایت جامعه جهانی و پارلمان‌های کشورهای اروپایی از رها آجودانی
نماینده پارلمان آلمان و کفیل سیاسی رها آجودانی بر حمایت قاطع دولت آلمان و پارلمان آلمان از این زن ترنس و فعال حقوق بشر تاکیید کرد.[۱۳]
تزا گانزرر نماینده پارلمان آلمان، با اشاره به پذیرش کفالت سیاسی رها آجودانی بر انجام نهایت تلاش برای حمایت از او تاکید کرد. گانزرر گفت: اقدامات مقام‌های ایران علیه رها آجودانی باید متوقف شود. در اولین گام به وزارت امور خارجه، سفارت ایران در برلین، نماینده ویژه اتحادیه اروپا در امور حقوق بشر، کمیسر حقوق بشر شورای اروپا، سازمان ملل متحد و مقام عالی قضایی ایران در مورد حمایت خود از رها اطلاع دادم و از مقامات ایرانی برای اطلاعات در مورد اتهامات و محل اختفای رها آجودانی درخواست کردم. من تمام تلاش خود را برای کمک به رها در حمایت سیاسی خود ادامه خواهم داد. پارلمان اتریش و پارلمان نیوزیلند نیز در حمایت از رها آجودانی کفالت سیاسی او را در جامعه جهانی به عهده گرفتند. ۱۴

## آزادی از زندان
رها آجودانی در تاریخ ۲۷ دی ۱۴۰۱ به قید وثیقه دو میلیارد تومانی به صورت موقت و تا پایان روند دادرسی از زندان آزاد شد.

## محکومیت
رها آجودانی در سال ۱۴۰۲ در شعبه ۲۹ دادگاه انقلاب تهران به ریاست قاضی علی مظلوم با اتهاماتی چون تبليغ علیه نظام و دعوت مردم به جنگ و کشت و کشتار یکدیگر به قصد بر هم زدن امنیت ملی به دو سال و ۶ ماه حبس و ممنوع الخروجی و جزای نقدی محکوم شد. او در اولین مصاحبه تلویزیونی خود با بی‌بی‌سی ماجرای مشاجره خود و قاضی در دادگاه انقلاب تهران شرح داد.

## فشارهای امنیتی حکومت ایران به خانواده و اطرافیان او
رها آجودانی در مصاحبه ای تلویزیونی شرح داد که خانواده و اطرافیان رها آجودانی برای مجبور شدن به قطع کردن ارتباط با او تحت فشار های امنیتی وزارت اطلاعات و اطلاعات سپاه قرار گرفتند.

## خروج از ایران
رها آجودانی در تابستان ۱۴۰۳ تحت فشار های امنیتی از ایران خارج شد و اکنون در آلمان زندگی می کند. او تحت حمایت نماینده پارلمان آلمان و موسسه هاوار در آلمان اقامت گزیده است. او در مصاحبه ای با بی‌بی‌سی دلیل خروج خود از ایران را تداوم و تشدید فشار های امنیتی حکومت ايران علیه خود دانست.

## همکاری باروزنامه بیزنیس اینسایدرو اعطای جایزه روزنامه نگاری بنیاداکسل اشپرینگر اس.ای
رها آجودانی در مراسم اعطای جایزه روزنامه‌نگاری  «اکسل اسپرینگر»، در پیامی، از وضعیت دشوار جامعه رنگین‌کمانی ایرانی و آنچه بر این قشر و خود او گذشته است سخن گفت. این جایزه به گزارش تحقیقی «جاشوا نلکن‌زیتسر» در «بیزنس اینسایدر» اهدا شد. رها آجودانی زمانی که هنوز در ایران بود، در تهیه این گزارش که به موضوع ستیز و خشونت سیستماتیک حکومت ایران علیه جامعه رنگین‌کمانی پرداخته است، همکاری کرده است.
او در بخشی از پیام خود به مناسبت اهدای جایزه به گزارش ذکر شده می‌گوید: «درست یک سال پیش، زمانی که من در ایران به‌دلیل فعالیت‌های حقوق بشری‌ام توسط حکومت ایران تحت فشار‌های امنیتی قرار گرفته بودم، جاشوا در جریان تهیه این گزارش برای مصاحبه با من تماس گرفت. در تمام این مدت از طرفی تلاش‌های بی‌وقفه جاشوا را برای کشف حقیقت می‌دیدم و از طرفی دیگر، نگرانی‌های جاشوا را به‌عنوان یک روزنامه‌نگار حرفه‌ای و اصولمند و با اخلاق نسبت به تداوم فشارهای امنیتی حکومت ایران علیه من، در صورت انتشار این گزارش و مصاحبه آشکار با من.»
رها باوجود خطر‌هایی که در ایران او را تهدید می‌کرد، تصمیم گرفت با هویت خودش و به‌صورت آشکار با بیزنس اینسایدر در ارتباط با ستیز، تبعیض، ستم و خشونت حکومت ایران علیه جامعه رنگین‌کمانی بدون سانسور حرف بزند و هدف از این اقدام خود را مطلع کردن جامعه جهانی از رنج ، ستم، تبعیض مضاعف و خشونتی که از سوی حکومت ایران علیه جامعه کوییر اعمال می‌شود دانسته است.
آجودانی در گفت‌وگو با ایران‌وایر، از دلایل خود برای همکاری در تهیه این گزارش تحقیقی می‌گوید، در وضعیتی که امنیت لازم را در ایران احساس نمی‌کرده و زیر‌نظر نیروهای امنیتی بوده است: «روزی که جاشوا برای تهیه این گزارش با من تماس گرفت، من تنها منبع او در ایران بودم که حاضر بود به‌صورت آشکار و با هویت حقیقی خود مصاحبه کند. اطلاعات جاشوا درباره وضعیت افراد ترنسجندر در ایران بسیار کم و ناقص بود، اطلاعاتی شبیه به اینکه در ایران از افراد ترنس، از جهت قانونی و مالی حمایت می‌شود و انجام جراحی باز‌تایید جنسیت، یک انتخاب شخصی برای افراد ترنس است.»
رها به ایران‌وایر گفته است که پیش از‌خرج از ایران، به‌دلیل همکاری برای تهیه این گزارش، از سوی نهادهای امنیتی با او تماس گرفته شد. نیروهای امنیتی همکاری و‌ گفت‌وگو او را سیاه‌نمایی درباره وضعیت افراد ترنس در ایران دانسته و برای او مشکلاتی را ایجاد کرده‌اند، اما رها می‌گوید که من برای روشن شدن حقیقت این کار را کرده‌ام و از کار خود پشیمان نیستم.
آجودانی معتقد است: «انتشار چنین گزارش‌هایی در رسانه‌های بین‌المللی بدون تاثیر نخواهد بود. ما می‌بایست از انتشار اخبار نادرست و دروغ جلوگیری کنیم. من به‌عنوان شخصی که خود را فعال حقوق‌بشر می‌دانم و به جامعه ال‌جی‌بی‌تی‌کیو تعلق دارم، وظیفه خود می‌دانم که رنج و دردی که از سوی حکومت در ایران علیه ما اعمال می‌شود را بازگو کنم.» ۱۵

## دیدار با کمیسیون حقوق بشر سازمان ملل متحد
رها آجودانی طی جلسه ای با کمیسیون حقوق بشر و رئیس کمیته حقیقت یاب شورای عالی حقوق بشر سازمان ملل متحد در مورد وضعیت نقض حقوق بشر در ایران دیدار و گفتگو کرد.

## منبع
1. ↑  «رها آجودانی، کنشگر معترض کوییر، با وثیقه دو میلیارد تومانی موقتا آزاد شد». ایران اینترنشنال. ۲۰۲۳-۱۲-۲۰. دریافت‌شده در ۲۰۲۳-۱۲-۲۰.
2. ↑  «مجازات فعال مدنی ترنس؛ جریمه به جای زندان و ممنوع‌الخروجی از ایران». iranwire.com.
3. ↑  «رها آجودانی: من را با تبانی دوست پسرم بازداشت و به من تعرض جنسی کردند». بی‌بی‌سی. ۴ دسامبر ۲۰۲۴. دریافت‌شده در ۲۰۲۳-۱۲-۲۰.
4. ↑  «ایستگاه خبر؛ جمعه ۱۶ تیر ۱۴۰۲ برابر با ۷ ژوئیه ۲۰۲۳ - BBC Persian». BBC News فارسی. دریافت‌شده در ۲۰۲۳-۱۲-۲۰.
5. ↑  «جزییات بازداشت و آن‌چه در زندان بر رها آجودانی گذشت». iranwire.com.
6. ↑  «بایگانی‌های رها آجودانی». حقوق بشر در ایران. دریافت‌شده در ۲۰۲۳-۱۲-۲۰.
7. ↑  فردا، رادیو. «آمنه‌سادات ذبیح‌پور به حضور در جلسه بعدی دادگاه سپیده قلیان «ملزم شد»». رادیو فردا. دریافت‌شده در ۲۰۲۳-۱۲-۲۰.
8. ↑  Reporter 3، Kampain (۲۰۲۳-۰۷-۰۷). «رها آجودانی فعال مدنی «ترنس» به جریمه نقدی و ممنوعیت خروج از کشور محکوم شد». کمپین دفاع از زندانیان سیاسی و مدنی. دریافت‌شده در ۲۰۲۳-۱۲-۲۰.
9. ↑  «حبس، ممنوع‌الخروجی و جریمه‌ی نقدی برای رها آجودانی، فعال مدنی ترنس». شش رنگ. ۲۰۲۳-۰۷-۰۷. دریافت‌شده در ۲۰۲۳-۱۲-۲۰.
10. ↑  «نماینده پارلمان آلمان و کفیل سیاسی رها آجودانی، بر حمایت قاطع از این معترض کوییر تاکید کرد». ایران اینترنشنال. ۲۰۲۳-۱۲-۲۰. دریافت‌شده در ۲۰۲۳-۱۲-۲۰.